# Jenji Kohan
Jenji Leslie Kohan (Los Angeles, 5 luglio 1969) è una sceneggiatrice e produttrice televisiva statunitense.

## Biografia
Diplomata alla Beverly Hills High School, è sposata dal 1997 con Christopher Noxon, anch'egli autore televisivo, ed ha tre figli.
Jenji Kohan è nota soprattutto per essere l'autrice della serie televisiva Weeds, ma ha collaborato come coautrice anche ad altre importanti serie come Sex and the City, Una mamma per amica e Will & Grace (assieme al fratello David, che ne è anche il produttore). Nel 2013 ha ideato la serie televisiva Orange Is the New Black, pubblicata da Netflix.
Ha inoltre ottenuto un Emmy quale direttore della produzione di Tracey Takes On...

## Filmografia parziale

### Attrice
- Weeds - serie TV, 6x13 (2010)

### Produttrice
- First Time Out - serie TV, episodio 1x06 (1995)
- The Best of Tracey Takes On... - film TV (1996)
- Innamorati pazzi (Mad About You) - serie TV, 24 episodi (1996-1997)
- Tracey Takes On... - serie TV, 15 episodi (1996-1999)
- Una mamma per amica (Gilmore Girls) - serie TV, 12 episodi (2000-2001)
- Wednesday 9:30 (8:30 Central) - serie TV, episodio 1x03 (2002)
- My Wonderful Life, regia di Andy Cadiff - film TV (2002)
- The Stones - serie TV, 9 episodi (2004)
- Weeds - serie TV, 102 episodi (2005-2012)
- Me & Lee?, regia di Paul Dinello - film TV (2007)
- Ronna & Beverly, regia di Paul Feig - film TV (2009)
- Tough Trade, regia di Gavin Hood - film TV (2010)
- Orange Is the New Black - serie TV, 91 episodi (2013-2019)
- GLOW - serie TV, 30 episodi (2017-2019)
- American Princess - serie TV, 10 episodi (2019)
- Teenage Bounty Hunters - serie TV, 10 episodi (2020)
- Social Distance - serie TV, 8 episodi (2020)
- I vestiti raccontano (Worn Stories) - serie TV, 8 episodi (2021)

### Sceneggiatrice
- Weeds - serie TV, 102 episodi (2005-2012)
- Orange Is the New Black - serie TV, 91 episodi (2013-2019)